# Runaway (canção de Ed Sheeran)
"Runaway" é uma canção escrita pelo cantor e compositor inglês Ed Sheeran e pelo rapper e cantor norte-americano Pharrell Williams, e gravada pelo primeiro para o seu segundo álbum de estúdio, × (2014), no qual apareceu como a nona faixa. A música foi produzida exclusivamente por Williams.
"Runaway" é a nona faixa, bem como a segunda e última faixa do álbum produzida por Williams (a outra é "Sing"). Descrita como "estalar com o dedo", tem a mesma influência que o som do álbum de estreia de Justin Timberlake. Sheeran pretendia que a música aparecesse em um projeto futuro com Pharrell, mas foi colocada no álbum quando ele foi persuadido a incluir "Sing".
Em uma crítica faixa-a-faixa da Billboard, o escritor Jason Lipshutz afirmou: "A alma atrevida de 'Runaway' soa como a perfeição da ideia que John Newman chocou em "Cheating", mas o trecho vocal em loop é a especialidade de Sheeran. Vai estourar quando apresentada ao vivo."

## Créditos e pessoal
Os créditos seguintes foram adaptados do encarte do álbum × (2014):
- Ed Sheeran — vocais, violão, guitarra elétrica, instrumentação, composição
- Pharrell Williams — produção e composição
- Johnny McDaid — guitarras, baixo, vocais de apoio, percussão, piano
- Jeff Bhasker — produção, piano e teclas
- Geoff Swan — engenharia
- Mark "Spike" Stent — mixagem
- Ruadhri Cushnan — mixagem
- Stuart Hawkes — masterização
- Coco Arquette — vocais adicionais
- Andrew Coleman — gravação, edição digital e arranjo
- Courteney Cox — vocais adicionais
- Eamon Harkin — vocais adicionais
- Emile Haynie — produção adicional
- Ramon Rivas — assistente de gravação
- Rob Sucheki — assistente de gravação

## Desempenho nas tabelas musicais
Tabelas semanais
| País — Tabela musical (2014)                       | Posição de pico |
| -------------------------------------------------- | --------------- |
| Reino Unido — Official Singles Chart Top 100 (OCC) | 71              |

Certificações e vendas
| Região — Associação (Vendas)     | Certificação |
| -------------------------------- | ------------ |
| Canadá — Music Canada (40 000)   | Ouro         |
| Estados Unidos — RIAA (5000 000) | Ouro         |
| Reino Unido — BPI (200 000)      | Prata        |